# Rellotge de pèndol de torsió

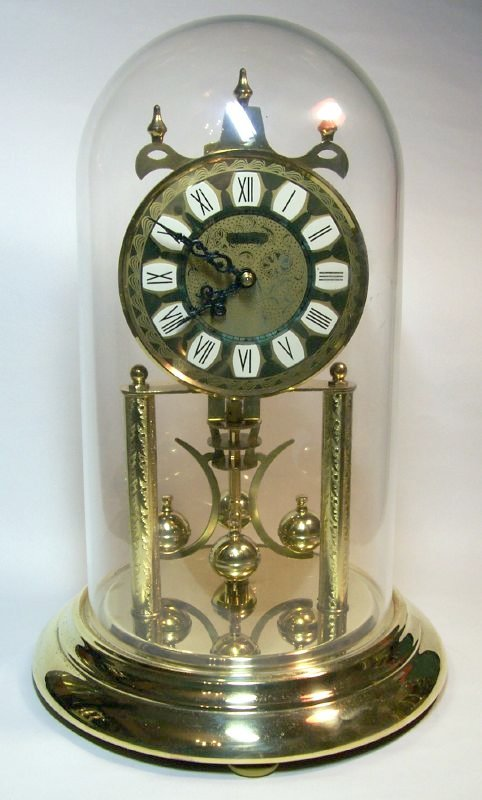
Rellotge d'aniversari fabricat per S. Haller & Söhne Co.

Un rellotge de pèndol de torsió, també conegut com a rellotge d'aniversari o rellotge de 400 dies, és un rellotge mecànic que manté la freqüència d'oscil·lació amb un mecanisme anomenat pèndol de torsió. Els rellotges de torsió són màquines ornamentals inusualment delicades que requereixen condicions estables per funcionar correctament. Els rellotges estan protegits dels capricis dels corrents d'aire per una cúpula o urna de vidre. Els rellotges d'aquest estil van ser fets per primera vegada per Anton Harder al voltant de 1880 i també es coneixen com a rellotges de 400 dies o d'aniversari perquè molts poden funcionar durant un any sencer donant corda una vegada a l'any.

## Descripció
Es tracta d'un disc ponderat o roda, sovint una roda decorativa amb tres o quatre boles de llautó amb plom a l'interior sobre radis ornamentats, suspesa per una cinta prima d'acer o al·leació amb baix coeficient de dilatació anomenada ressort de torsió (també conegut com a "ressort de suspensió"). El pèndol de torsió gira al voltant de l'eix vertical de la cinta, girant-la, en lloc de balancejar-se com un pèndol normal. La força de la molla de torsió inverteix la direcció de gir, de manera que el pèndol de torsió oscil·la lentament, en sentit horari i en sentit contrari. Els engranatges del rellotge apliquen un impuls de parell a la part superior de la molla de torsió amb cada rotació per mantenir la roda en marxa. El rellotge Atmos fabricat per l'empresa suïssa Jaeger-LeCoultre és un altre exemple d'aquest sistema. La roda i la molla de torsió funcionen de la mateixa manera que el volant i l'espiral d'un rellotge, com a oscil·lador harmònic per controlar la velocitat de les agulles del rellotge.

## Mecanisme
Els rellotges de pèndol torsió són capaços de funcionar molt més entre dos remuntatges que els rellotges amb pèndol normal, perquè el pèndol de torsió gira molt lentament i consumenix poca energia. No obstant això, poden ser difícils d'afinar i, en general, no són tan precisos com els rellotges amb pèndols normals. Una de les raons és que el període d'oscil·lació del pèndol de torsió canvia amb la temperatura a causa de la dilatació de la molla depenent de la temperatura. La cinta de suspensió Nivarox és ara l'estàndard d'ús; això fa que el rellotge sigui molt més precís. El rellotge es pot fer més ràpid o més lent mitjançant un mecanisme de cargol d'ajust al pèndol de torsió que mou les boles de pes cap a dins o fora de l'eix. Com més a prop estiguin les boles, més petit és el moment d'inèrcia del pèndol de torsió i més ràpid girarà, com un patinador de gel que gira tirant-se amb els seus braços. Això fa que el rellotge s'acceleri.
Una oscil·lació del pèndol de torsió sol durar 12, 15 o 20 segons i en el cas de l'Atmos, un . El mecanisme d'escapament, que canvia el moviment de rotació dels engranatges del rellotge a polsos per impulsar el pèndol de torsió, funciona més aviat com un escapament d'àncora. Un dispositiu a la part superior de la molla de torsió enganxa una palanca amb dos braços en forma d'àncora; els dos braços impulsen alternativament les dents de la roda d'escapament. A mesura que l'àncora allibera una dent de la roda d'escapament, la palanca, que està fixada a l'àncora, es desplaça cap a un costat i, mitjançant la forquilla, dona un petit gir a la part superior de la molla de torsió. Això és suficient per mantenir l'oscil·lació.
El rellotge Atmos, fabricat per Jaeger-LeCoultre, és un tipus de rellotge de pèndol de torsió que es remunta per si mateix. El ressort principal que acciona les rodes del rellotge es manté enrotllat mitjançant un mecanisme de manxa que detecta els canvis de temperatura ambient. Per tant, no es necessita cap clau de remuntatge ni bateria, i pot funcionar durant anys sense intervenció humana.

## Història
El pèndol de torsió va ser inventat per Robert Leslie el 1793. El rellotge de pèndol de torsió va ser inventat i patentat per primera vegada pel nord-americà Aaron Crane el 1841. Va fabricar rellotges que durarien fins a un any amb un remuntatge. També va fabricar rellotges reguladors astronòmics de precisió basats en el pèndol de torsió, però només se'n van vendre quatre.
Aparentment, l'alemany Anton Harder va inventar i patentar de manera independent el rellotge de torsió el 1879-1880. Es va inspirar en veure com girava un canelobre penjant després que un criat l'hagués girat per encendre les espelmes. Va formar l'empresa Jahresuhrenfabrik ('Fàbrica de Rellotges Anuals') i va dissenyar un rellotge que funcionaria durant un any, però la seva precisió era pobra. Va vendre la patent el 1884 a FAL de Gruyter d'Amsterdam, que va permetre que la patent expirés el 1887. Altres empreses van entrar al mercat, iniciant la producció en sèrie alemanya d'aquests rellotges.
Tot i que van tenir èxit comercialment, els rellotges de torsió van seguir sent mals cronometradors. El 1951, Charles Terwilliger de la Horolovar Co. va inventar una molla de suspensió compensadora de temperatura, que va permetre fer rellotges força més precisos.